# Associazione Sportiva Casale Calcio 2011-2012
Questa voce raccoglie le informazioni riguardanti l'Associazione Sportiva Casale Calcio nelle competizioni ufficiali della stagione 2011-2012.

## Divise e sponsor
| 1ª divisa |

## Rosa
| N. |                   | Ruolo | Calciatore           |
| -- | ----------------- | ----- | -------------------- |
|    | Italia (bandiera) | P     | Davide Adornato      |
|    | Italia (bandiera) | C     | Amos Agnesina        |
|    | Italia (bandiera) | C     | Stefano Capelluto    |
|    | Italia (bandiera) | D     | Michael Ciccomascolo |
|    | Italia (bandiera) | A     | Lorenzo Crocetti     |
|    | Italia (bandiera) | A     | Alessio Curcio       |
|    | Italia (bandiera) | C     | Alessandro Gambadori |
|    | Italia (bandiera) | C     | Niccolò Garrone      |
|    | Italia (bandiera) | C     | Giacomo Gasparotto   |
|    | Italia (bandiera) | D     | Natale Gonnella      |
|    | Italia (bandiera) | C     | Gaetano Iannini      |
|    | Italia (bandiera) | A     | Salvatore Lillo      |

| N. |                   | Ruolo | Calciatore             |
| -- | ----------------- | ----- | ---------------------- |
|    | Italia (bandiera) | D     | Paolo Marchi           |
|    | Italia (bandiera) | A     | Umberto Miello         |
|    | Italia (bandiera) | D     | Pasquale Naglieri      |
|    | Italia (bandiera) | C     | Gabriele Napoli        |
|    | Italia (bandiera) | A     | Maurizio Peluso        |
|    | Italia (bandiera) | A     | Nicola Petrilli        |
|    | Italia (bandiera) | P     | Alessandro Pomat       |
|    | Cuba (bandiera)   | A     | Samon Reider Rodríguez |
|    | Italia (bandiera) | A     | Nicholas Siega         |
|    | Italia (bandiera) | D     | Tommaso Silvestri      |
|    | Italia (bandiera) | A     | Riccardo Taddei        |
|    | Italia (bandiera) | D     | Fabio Vignati          |